# Pepe Mel
José Mel Pérez, né à Madrid le 28 février 1963, plus connu comme Pepe Mel, est un ancien footballeur professionnel espagnol reconverti au poste d'entraîneur.
Il est également romancier publiant deux romans, El mentiroso (2011) et El camino al más allá (2013), et un récit pour enfants, La prueba (2016).

## Biographie

### Carrière de joueur
À l'âge de onze ans, Pepe Mel joue avec les juniors du Real Madrid.
Il débute en première division avec Osasuna. Il joue ensuite deux saisons avec Castellón en deuxième division parvenant à être le meilleur buteur de l'équipe lors de la saison 1988-1989. Castellón monte alors en première division.
Pepe Mel rejoint le Betis Séville en 1989 et y reste quatre saisons jusqu'en 1993. Avec le Betis il joue 112 matchs et inscrit 50 buts. Il est le meilleur buteur de Deuxième division lors de la saison 1989-1990.
Il joue ensuite avec Grenade, Getafe, l'Écija Balompié et Angers qui est son dernier club en 1998.

### Carrière d'entraîneur
Lors de la saison 2001-2002, Pepe Mel remplace Rafael Benítez à Tenerife et débute comme entraîneur de première division le 26 août 2001 face au Deportivo Alavés. Pepe Mel est remplacé par Javier Clemente en février 2002.
Pepe Mel est ensuite recruté par Getafe alors en deuxième division (saison 2002-2003). Lors de la saison 200-2004, Pepe Mel entraîne Alavés avec qui il rate de peu la promotion en première division et parvenant en demi-finale de la Coupe d'Espagne.
En 2004, Mel rejoint le Polideportivo Ejido. En 2006, il est recruté par le Rayo Vallecano qui se trouve en troisième division. Il parvient à faire monter l'équipe en deuxième division en 2008. En 2009, le Rayo Vallecano termine à la cinquième place du championnat de D2. Pepe Mel est remplacé en février 2010.

#### Betis Séville

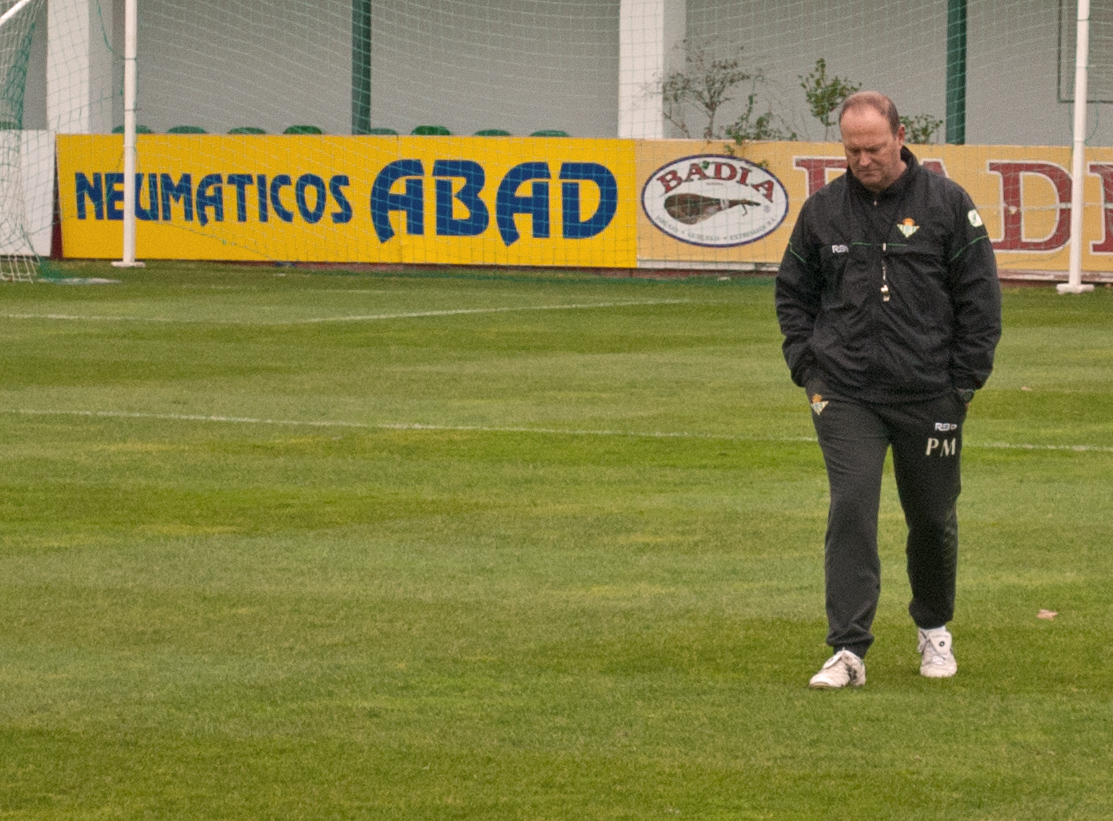
Pepe Mel pendant un entraînement du Betis en décembre 2010.

En juin 2010, Pepe Mel devient le nouvel entraîneur du Betis Séville. Lors de sa première saison, il obtient la promotion en première division. Le Betis parvient également en quarts de finale de la Coupe d'Espagne, tombant face au FC Barcelone de Pep Guardiola, en ayant toutefois remporté le match retour à Séville (3-1, doublé de Jorge Molina et Arzu).
Pepe Mel accorde une grande importance à la formation des jeunes footballeurs du club sévillan. Il fait débuter de nombreux jeunes depuis son arrivée au club.
Lors de la saison 2012-2013, le Betis termine à la septième place du championnat, ce qui lui permet de participer à la prochaine Ligue Europa.
Le 2 décembre 2013, Pepe Mel, malgré le soutien des supporters, est limogé de son poste en raison des mauvais résultats, le Betis occupant la dernière place au classement après 15 journées. Il est remplacé par Juan Carlos Garrido.

#### West Bromwich Albion
Le 9 janvier 2014, il est nommé entraîneur de West Bromwich Albion en replacement de Steve Clarke. Il quitte West Bromwich Albion le 12 mai 2014 après que le club soit parvenu à se maintenir en Premier League.

#### Retour au Betis
Le 20 décembre 2014, Pepe Mel est recruté par le Betis qui milite en deuxième division. Le 24 mai 2015, le Betis est promu en première division. L'équipe débute bien la saison 2015-2016 se situant dans la première moitié de tableau, mais au fil des semaines les résultats sont moins bons. Le Betis se retrouve près des places de relégation et Pepe Mel est limogé le 10 janvier 2016 après la 19e journée de championnat.

#### Deportivo La Corogne
Le 27 février 2017, il est recruté par le Deportivo La Corogne qui lutte pour le maintien en D1. L'équipe se maintient mais il est remercié le 24 octobre 2017.

#### UD Las Palmas
Le 4 mars 2019, Pepe Mel remplace Paco Herrera sur le banc de l'UD Las Palmas avec la lourde tâche de faire remonter le club en Liga. Il est démis de ses fonctions en janvier 2022.

#### OFI Crète
Il est nommé entraineur de l'OFI Crète le 14 décembre 2023, mais quitte son poste 2 mois plus tard.

#### UD Almeria
Le 13 mars 2024, Pepe Mel est choisi par l'UD Almeria, alors bon dernier de Liga avec toujours zéro victoire à son compteur, pour prendre la sucession de Gaizka Garitano. Pour son premier match, il parvient à stopper la spirale négative du club andalou en allant s'imposer sur la pelouse de son ancien club, l'UD Las Palmas.

## Palmarès

### Distinction personnelle
- Meilleur buteur de deuxième division : 1990